# Novembers Doom
Novembers Doom est un groupe américain de death-doom metal, originaire de Chicago, dans l'Illinois.

## Histoire
Novembers Doom est formé en 1989 à Chicago,, en tant que groupe de death-thrash metal Laceration. Progressivement, le groupe commence à changer son son vers un style plus lourd et plus lent. Le nom Novembers Doom est alors adopté car les membres du groupe pensaient qu'il correspondait mieux à leur direction actuelle. En 1991, le groupe se fait remarquer dans le milieu du metal underground pour sa musique sombre et heavy sur ses premières démos (comme la démo Scabs, qui a été rééditée sur le CD remasterisé Amid Its Hallowed Mirth sorti en 2008). 
En octobre 2002, Novembers Doom entre en studio pour commencer à travailler sur leur deuxième album studio pour Dark Symphonies. Le quatrième album du groupe s'intitulera To Welcome the Fade, mais cette fois, ils recrutent les talents du producteur récompensé du Grammy Kernon, plus connu pour son travail avec des groupes comme Hall and Oates, Kansas, Yes, Queensrÿche, Judas Priest, et par la suite Nevermore et Cannibal Corpse, apporte une nouvelle puissance et une nouvelle clarté au son du groupe. Cet album est choisi comme l'album de metal numéro un de 2002 par l'un des rédacteurs en chef du magazine Metal Maniacs, Novembers Doom a également fait l'objet d'une couverture dans leur numéro de janvier 2003.
En 2004, une tournée en Amérique du Nord avec The Gathering conduit finalement à une signature avec The End Records cet été-là. Pendant cette tournée, un CD sampler est distribué à chaque concert, intitulé Reflecting in Grey Dusk, qui comprenait des chansons de chaque sortie précédente, ainsi qu'une première version démo de la chanson, In the Absence of Grace. Cette chanson était listée sur la pochette comme étant incluse dans l'album à venir, Ascension,. Cependant, au moment de l'enregistrement du nouvel album, le titre de l'album est changé en The Pale Haunt Departure. L'album est enregistré à l'automne 2004, et cette fois-ci, le groupe fait appel au producteur et artiste Dan Swanö (Edge of Sanity, Bloodbath et Nightingale) pour le mixage, et le mastering est confié au guitariste et producteur de metal James Murphy (Testament, Obituary et Disincarnate),. Les tâches d'ingénierie sont prises en charge par Chris Wisco au Studio One à Racine, dans le Wisconsin.
En novembre 2006, Novembers Doom effectue sa première tournée outre-mer en Europe de l'Ouest, avec les groupes Agalloch, Saturnus, et Thurisaz en soutien. Peu après, au début de l'année 2007, ils sortent leur CD suivant, The Novella Reservoir, qui continue plus loin dans la voie musicale dans laquelle le groupe s'était engagé avec le CD précédent. Ce nouveau CD reçoit de nombreuses critiques favorables et attire l'attention sur le groupe. Ils retournent en Europe plus tard dans l'année pour enregistrer leur prochain DVD, The Novella Vosselaar : Live In Belgium, au Biebob Club de Vosselaar, en Belgique. Le DVD sort le 5 août 2008. Un CD live est également prévu, mais aucune date de sortie n'a encore été fixée.
Leur huitième album, Aphotic, sort début 2011. Leur neuvième album, Bled White, sort en 2014. Puis sortent leur dixième album, Hamartia, en avril 2017. Le 1er novembre 2018, le groupe annonce sur Facebook avoir signé avec Prophecy Productions. Ils sortent leur onzième album, Nephilim Grove, un an plus tard, le 1er novembre 2019.

## Discographie
- 1995 : Her Tears Drop (démo, Regress Records)
- 1995 : Amid Its Hallowed Mirth (album, Avantgarde Music/Regress Records)
- 1997 : For Every Leaf that Falls (EP, Martyr Music Group)
- 1999 : Of Sculptured Ivy and Stone Flowers (album, Martyr Music Group)
- 2000 : The Knowing (album, CD, Dark Symphonies Records/Pavement Music, The End Records)
- 2002 : To Welcome the Fade (album, Dark Symphonies Records, The End Records)
- 2004 : Reflecting in Grey Dusk (compilation)
- 2005 : The Pale Haunt Departure (album, The End Records, Candlelight Records)
- 2007 : The Novella Reservoir (album, The End Records)
- 2008 : The Novella Vosselaar: Live in Belgium (album live, The End Records)
- 2009 : Into Night's Requiem Infernal (album, The End Records)
- 2011 : Aphotic (album, The End Records)
- 2014 : Bled White (album, The End Records)
- 2017 : Hamartia (album, The End Records)
- 2019 : Nephilim Grove (album, Prophecy Productions)